# Hans Howaldt
Hans Howaldt (ur. 12 listopada 1888 w Kilonii, zm. 6 września 1970 w Bad Schwartau) – niemiecki żeglarz sportowy, medalista olimpijski. Dowódca okrętów podwodnych Kaiserliche Marine w I wojnie światowej.
Podczas letnich igrzysk olimpijskich w Berlinie (1936) zdobył, wspólnie z Fritzem Bischoffem, Alfriedem von Bohlen und Halbachem, Eduardem Mohrem, Felixem Scheder-Bieschinem i Otto Wachsem, brązowy medal w żeglarskiej klasie 8 metrów.
Howaldt był zawodowym żołnierzem, który wstąpił do marynarki wojennej Cesarstwa Niemieckiego w 1907, a w 1913 został awansowany do stopnia Oberleutnant zur See (porucznika marynarki). Podczas I wojny światowej został w dniu 23 grudnia 1917 odznaczony wojskowym Orderem Pour le Mérite. Tego samego dnia z rąk dowódcy Marinekorps Flandern, admirała Ludwiga von Schrödera otrzymał odznaczenie "Dla wybitnego dowódcy łodzi podwodnych". Jako dowódca okrętów SM UB-40 i SM UC-4 zatopił podczas 11 patroli morskich 65 statków o łącznym tonażu 130 000 BRT, co stanowiło 8% całkowitego zatopionego tonażu przez Flotyllę Flandria, liczonego do 1 lutego 1917. 18 stycznia 1918 został awansowany do stopnia Kapitänleutnant (kapitana marynarki), a po jej zakończeniu został zwolniony z czynnej służby wojskowej i założył firmę Heinrich Zeiss AG, którą prowadził wraz z synami, m.in. z Andreasem Howaldtem (uczestnikiem letnich igrzysk olimpijskich w Helsinkach w 1952, w zawodach żeglarskich w klasie 6 metrów). Podczas II wojny światowej był dowódcą statku Hansestadt Danzig, który zatonął w 1941 w wyniku wybuchu miny morskiej. Później został przeniesiony do Oberkommando der Wehrmacht, Naczelnego Dowództwa Wehrmachtu. Po zakończeniu wojny odbudował i zarządzał rodzinnym przedsiębiorstwem.

## Odznaczenia
Odznaczenia Hansa Howaldta to między innymi:
- Order Pour le Mérite
- Order Królewski Korony IV klasy
- Kawaler Orderu Hohenzollernów z mieczami na wstędze wojennej
- Krzyż Żelazny I klasy
- Krzyż Żelazny II klasy